# Briefmarken-Jahrgang 1961 der Deutschen Bundespost
Der Briefmarken-Jahrgang 1961 der Deutschen Bundespost umfasste 13 Sondermarken und 16 Dauermarken.

## Liste der Ausgaben und Motive
Legende
- Bild: Eine bearbeitete Abbildung der genannten Marke. Das Verhältnis der Größe der Briefmarken zueinander ist in diesem Artikel annähernd maßstabsgerecht dargestellt. Sollten keine Marken abgebildet sein, liegt es daran, dass das Urheberrecht des Künstlers noch nicht erloschen ist.
- Beschreibung: Eine Kurzbeschreibung des Motivs und/oder des Ausgabegrundes. Bei ausgegebenen Serien oder Blocks werden die zusammengehörigen Beschreibungen mit einer Markierung versehen eingerückt.
- Wert: Der Frankaturwert der einzelnen Marke in Pfennig. Ein „+“ bedeutet, dass es sich um eine Zuschlagsmarke handelt (= Frankaturwert + Spende).
- Ausgabedatum: Das Datum des erstmaligen Verkaufs dieser Briefmarke.
- Gültig bis: Das Datum, an dem die Gültigkeit endete.
- Auflage: Soweit bekannt, wird hier die zum Verkauf angebotene Anzahl dieser Ausgabe angegeben.
- Entwurf: Soweit bekannt, wird hier angegeben, von wem der Entwurf dieser Marke stammt.
- Mi.-Nr.: Diese Briefmarke wird im Michel-Katalog unter der entsprechenden Nummer gelistet.

| Sondermarken                                                                        | |                  |                       |                   |               |                      |       |
| Bild                                                                                | Beschreibung | Werte in Pfennig | Ausgabe- datum (1961) | gültig bis        | Auflage       | Entwurf              | MiNr. |
|                                                                                     | 50 Jahre Pfadfinder in Deutschland Schutzpatron der Pfadfinder, der heilige Georg (Drachentöter)                                    | 10               | 22. April             | 31. Dezember 1962 | 30.000.000    | Eduard Ege           | 346   |
|                                                                                     | 75 Jahre Motorisierung des Verkehrs - Erster Motorwagen von Gottlieb Daimler                                                        | 10               | 3. Juli               | 31. Dezember 1962 | 30.000.000    | Siegmund             | 363   |
|                                                                                     | - Erster Motorwagen von Carl Benz                                                                                                   | 20               | 3. Juli               | 31. Dezember 1962 | 20.000.000    | Siegmund             | 364   |
|                                                                                     | Der Brief im Wandel von fünf Jahrhunderten Nürnberger Bote um 1700                                                                  | 7                | 31. August            | 31. Dezember 1963 | 30.000.000    | Reinhart Heinsdorff  | 365   |
|                                                                                     | 900 Jahre Kaiserdom Speyer | 20               | 2. September          | 31. Dezember 1963 | 20.000.000    | Eduard Ege           | 366   |
|                                                                                     | Europamarke - 19 Tauben in Anordnung einer großen Taube                                                                             | 10               | 18. September         | 31. Dezember 1963 | 99.090.500    | Kurpershoek          | 367   |
|                                                                                     | - 19 Tauben in Anordnung einer großen Taube                                                                                         | 40               | 18. September         | 31. Dezember 1963 | 20.000.000    | Kurpershoek          | 368   |
|                                                                                     | Wohlfahrtsmarken, Hänsel und Gretel Märchen der Brüder Grimm - Hänsel wirft Brotkrumen auf den Weg                                  | 7+3              | 2. Oktober            | 31. Dezember 1963 | 9.750.000     | Bert Jäger           | 369   |
|                                                                                     | - Hänsel und Gretel kommen ans Haus der Hexe                                                                                        | 10+5             | 2. Oktober            | 31. Dezember 1963 | 15.250.000    | Bert Jäger           | 370   |
|                                                                                     | - Die Hexe versucht Hänsel zu mästen                                                                                                | 20+10            | 2. Oktober            | 31. Dezember 1963 | 12.000.000    | Bert Jäger           | 371   |
|                                                                                     | - Der Vater freut sich mit seinen Kindern über deren Heimkehr                                                                       | 40+20            | 2. Oktober            | 31. Dezember 1963 | 6.000.000     | Bert Jäger           | 372   |
|                                                                                     | 100 Jahre Telefon von Philipp Reis Das Telefon von Philipp Reis um 1861                                                             | 10               | 26. Oktober           | 31. Dezember 1963 | 30.000.000    | Karl Oskar Blase     | 373   |
| Marke wurde nicht ausgegeben                                                        | Brot für die Welt Hungerndes Kind mit Eßnapf                                                                                        | 20               | 1. Dezember 1961      | November 1961     |               | Reinhart Heinsdorff  | X     |
|                                                                                     | 150. Geburtstag von Wilhelm Emmanuel von Ketteler (1811–1877) katholischer Bischof und Abgeordneter                                 | 10               | 22. Dezember          | 31. Dezember 1963 | 20.000.000    | Erika und Gerd Aretz | 374   |
| Dauermarken                                                                         | |                  |                       |                   |               |                      |       |
| Bild                                                                                | Beschreibung | Werte in Pfennig | Ausgabe- datum (1961) | gültig bis        | Auflage       | Entwurf              | MiNr. |
| Buchdruck, Werte von 5 bis 25 Pfennig Stichtiefdruck, Werte von 30 Pfennig bis 2 DM | Dauermarkenserie: Bedeutende Deutsche (Briefmarkenserie) - Albertus Magnus (um 1200–1280), 1622 selig und 1931 heiliggesprochen     | 5                | 18. September         | 31. Dezember 1970 | 855.950.000   | Michel + Kieser      | 347   |
| Buchdruck, Werte von 5 bis 25 Pfennig Stichtiefdruck, Werte von 30 Pfennig bis 2 DM | - Landgräfin Elisabeth von Thüringen (1207–1231), auch Elisabeth von Ungarn                                                         | 7                | 3. August             | 31. Dezember 1970 | 1.028.500.000 | Michel + Kieser      | 348   |
| Buchdruck, Werte von 5 bis 25 Pfennig Stichtiefdruck, Werte von 30 Pfennig bis 2 DM | - Johannes Gensfleisch, genannt Gutenberg (um 1400–1468), gilt als Erfinder des Buchdrucks mit beweglichen Metall-Lettern           | 8                | 3. August             | 31. Dezember 1970 | 51.500.000    | Michel + Kieser      | 349   |
| Buchdruck, Werte von 5 bis 25 Pfennig Stichtiefdruck, Werte von 30 Pfennig bis 2 DM | - Albrecht Dürer (1471–1528), Maler, Grafiker, Mathematiker und Kunsttheoretiker                                                    | 10               | 15. Juni              | 31. Dezember 1970 | 4.494.100.000 | Michel + Kieser      | 350   |
| Buchdruck, Werte von 5 bis 25 Pfennig Stichtiefdruck, Werte von 30 Pfennig bis 2 DM | - Martin Luther (1483–1546), theologischer Urheber und Lehrer der Reformation                                                       | 15               | 18. September         | 31. Dezember 1970 | 2.496.600.000 | Michel + Kieser      | 351   |
| Buchdruck, Werte von 5 bis 25 Pfennig Stichtiefdruck, Werte von 30 Pfennig bis 2 DM | - Johann Sebastian Bach (1685–1750), Komponist des Barock                                                                           | 20               | 28. Juni              | 31. Dezember 1970 | 4.444.600.000 | Michel + Kieser      | 352   |
| Buchdruck, Werte von 5 bis 25 Pfennig Stichtiefdruck, Werte von 30 Pfennig bis 2 DM | - Johann Balthasar Neumann (1687–1753), Baumeister des Barock und des Rokoko                                                        | 25               | 7. Oktober            | 31. Dezember 1970 | 243.600.000   | Michel + Kieser      | 353   |
| Buchdruck, Werte von 5 bis 25 Pfennig Stichtiefdruck, Werte von 30 Pfennig bis 2 DM | - Immanuel Kant (1724–1804), bedeutender Philosoph                                                                                  | 30               | 7. Oktober            | 31. Dezember 1970 | 100.200.000   | Michel + Kieser      | 354   |
| Buchdruck, Werte von 5 bis 25 Pfennig Stichtiefdruck, Werte von 30 Pfennig bis 2 DM | - Gotthold Ephraim Lessing (1729–1781), einer der wichtigsten Dichter der Aufklärung                                                | 40               | 28. Juni              | 31. Dezember 1970 | 516.600.000   | Michel + Kieser      | 355   |
| Buchdruck, Werte von 5 bis 25 Pfennig Stichtiefdruck, Werte von 30 Pfennig bis 2 DM | - Johann Wolfgang von Goethe (1749–1832), Dichter, Dramatiker, Theaterleiter, Naturwissenschaftler, Kunsttheoretiker und Staatsmann | 50               | 1. Dezember           | 31. Dezember 1970 | 141.000.000   | Michel + Kieser      | 356   |
| Buchdruck, Werte von 5 bis 25 Pfennig Stichtiefdruck, Werte von 30 Pfennig bis 2 DM | - Friedrich Schiller (1759–1805), Dichter, Dramatiker, Philosoph sowie Historiker                                                   | 60               | 12. April 1962        | 31. Dezember 1970 | 106.000.000   | Michel + Kieser      | 357   |
| Buchdruck, Werte von 5 bis 25 Pfennig Stichtiefdruck, Werte von 30 Pfennig bis 2 DM | - Ludwig van Beethoven (1770–1827), Komponist der Wiener Klassik                                                                    | 70               | 1. Dezember           | 31. Dezember 1970 | 282.500.000   | Michel + Kieser      | 358   |
| Buchdruck, Werte von 5 bis 25 Pfennig Stichtiefdruck, Werte von 30 Pfennig bis 2 DM | - Heinrich von Kleist (1777–1811), Dramatiker, Erzähler, Lyriker, Publizist und Patriot                                             | 80               | 1. Dezember           | 31. Dezember 1970 | 155.000.000   | Michel + Kieser      | 359   |
| Buchdruck, Werte von 5 bis 25 Pfennig Stichtiefdruck, Werte von 30 Pfennig bis 2 DM | - Franz Oppenheimer (1864–1943), Arzt, Soziologe, Nationalökonom und Zionist                                                        | 90               | 3. August 1964        | 31. Dezember 1970 | 40.000.000    | Michel + Kieser      | 360   |
| Buchdruck, Werte von 5 bis 25 Pfennig Stichtiefdruck, Werte von 30 Pfennig bis 2 DM | - Annette von Droste-Hülshoff (1797–1848), gilt als eine der bedeutendsten deutschen Dichterinnen                                   | 1 DM             | 18. September         | 31. Dezember 1970 | 177.000.000   | Michel + Kieser      | 361   |
| Buchdruck, Werte von 5 bis 25 Pfennig Stichtiefdruck, Werte von 30 Pfennig bis 2 DM | - Gerhart Hauptmann (1862–1946), deutscher Schriftsteller, 1912 Nobelpreis für Literatur                                            | 2 DM             | 12. April 1962        | 31. Dezember 1970 | 72.000.000    | Michel + Kieser      | 362   |